# فان وونغ
فان وونغ (بالصينية: 范文芳) هي ممثلة وعارضة أزياء ومغنية سنغافورية ولدت في يوم 27 يناير 1971 في سنغافورة.

## وصلات خارجية
- فان وونغ على موقع IMDb (الإنجليزية)
- فان وونغ على موقع ألو سيني (الفرنسية)
- فان وونغ على موقع أول موفي (الإنجليزية)
- فان وونغ على موقع ديسكوغز (الإنجليزية)
- فان وونغ على موقع قاعدة بيانات الفيلم (الإنجليزية)
- فان وونغ على موقع كينوبويسك (الروسية)

- فان وونغ على قاعدة بيانات الأفلام على الإنترنت